# Mirków (Konstancin-Jeziorna)
Mirków (dawn. Jeziorna Bankowa i Jeziorna Fabryczna) – nieoficjalna (nie figuruje w systemie TERYT) nazwa obszaru Konstancina-Jeziorny należącego do części miasta Jeziorna. Leży w północno-wschodniej części Konstancina-Jeziorny, przy granicy z Habdzinem. Leży pomiędzy rzeką Jeziorką a kanałem przemysłowym doprowadzającym wodę do zakładu papierniczego. Od południa osiedle otaczają łąki oborskie.

## Historia
Obecne osiedle leży na rozłogach dawnej wsi Jeziorna Bankowa, od 1867 w gminie Jeziorna w powiecie warszawskim. Drugi człon nazwy – Bankowa – pochodzi od przejęcia w 1830 roku fabryki papieru przez Bank Polski.
W 1889 do Jeziorny Bankowej z Mirkowa w Łódzkiem przeniesiono Mirkowską Fabrykę Papieru, założoną przez Edwarda Natansona, odkąd pojawia się nieoficjalna nazwa Mirków. Po przeniesieniu maszyn sprowadzono także robotników, dla których wybudowano domy.
Począwszy od międzywojnia osiedle oficjalnie nazywano Jeziorną Fabryczną. 20 października 1933 utworzono gromadę Jeziorna Fabryczna w granicach gminy Jeziorna, składającą się z osady Jeziorna Fabryczna, osady Amelin i osady Edwardów.
Podczas II wojny światowej w Generalnym Gubernatorstwie, w dystrykcie warszawskim. W 1943 Jeziorna Fabryczna liczyła 706 mieszkańców.
Od 1 lipca 1952 w powiecie piaseczyńskim.
W związku z reorganizacją administracji wiejskiej jesienią 1954 Jeziorna Fabryczna weszła w skład gromady Jeziorna Królewska, wraz z Gawrońcem, Jeziorną Królewską, Klarysewem, Konstancinkiem, parcelą Obory oraz skrawkiem miasta Skolimów-Konstancin.
1 stycznia 1956 gromadę Jeziorna Królewska przekształcono w osiedle o nazwie Jeziorna, przez co Jeziorna Królewska stała się integralną częścią Jeziorny, a w związku z nadaniem Jeziornie praw miejskich 18 lipca 1962 – częścią miasta. 1 stycznia 1969 Jeziornę połączono ze Skolimowem-Konstancinem (prawa miejskie 1952) w nowy ośrodek miejski o nazwie Konstancin-Jeziorna.

## Współczesność
Obecne osiedle składa się głównie z budynków wielorodzinnych, przeznaczonych pierwotnie dla pracowników Warszawskich Zakładów Papierniczych. Zabudowania pochodzą z różnych okresów - najstarsze datowane są na przełom XIX i XX wieku, kolejną falą były bloki z wielkiej płyty oraz obecne, wybudowane przed dekadą nowe bloki mieszkalne.
Dawniej znajdował się tu również ośrodek sportowy z basenem, przy którym działał klub sportowy RKS Mirków. Przez Mirków przebiega nieczynna bocznica kolejowa z Piaseczna do fabryki papieru.
Znajdują się tutaj między innymi: Muzeum Wycinanki w dawnym Domu Ludowym - filia Konstancińskiego Domu Kultury, przychodnia lekarska oraz przedszkole.
Na osiedlu znajduje się Parafia św. Józefa Oblubieńca Najświętszej Maryi Panny w Jeziornie Fabrycznej-Mirkowie, nadal odzwierciedlając toponimiczną historię miejscowości.